# Pniewo, Hạt Gryfino
Pniewo [ˈpɲevɔ] (trước đây là Bremerheide của Đức) là một ngôi làng thuộc khu hành chính của Gmina Gryfino, thuộc hạt Gryfino, West Pomeranian Voivodeship, ở phía tây bắc Ba Lan, gần biên giới Đức. Nó nằm khoảng 6 kilômét (4 mi) phía nam Gryfino và 25 km (16 mi) phía nam thủ đô khu vực Szczecin.
Trước năm 1945, khu vực này là một phần của Đức. Đối với lịch sử của khu vực, xem Lịch sử của Pomerania.